# Макиёнок, Донат Адамович
Донат Адамович Макиёнок (пол. Donat Makijonok, бел. Данат Адамавіч Макаёнак) — российский военный лётчик, ас истребительной авиации Первой мировой войны, сбивший восемь вражеских самолётов. Единственный ас, принадлежащий польскому этносу и сражавшийся против блока Центральных держав. За время службы в Российском императорском военно-воздушном флоте совершил около 600 боевых вылетов и участвовал в более чем 30 воздушных сражениях. После войны вступил в Воздушные силы Польши и участвовал в создании Польской военной авиации.

## Биография
Донат Макиёнок родился 19 мая 1890 года в деревне Дамбовка Освейской волости Дриссенского уезда Витебской губернии, в семье польского католического крестьянина. В 1906 году закончил Витебское училище. 7 ноября 1911 года Донат Макиёнок был призван в армию. Службу проходил в 97-м пехотном Лифляндском генерал-фельдмаршала графа Шереметева полку, где и узнал, что в следующем году планируется рассширение Российского императорского военно-воздушного флота. В декабре 1911 года Донат подал прошение о переводе в авиацию и 4 апреля 1912 года Макиёнок был переведён в 3-й корпусной авиационный отряд (КАО).
10 июня его направили в Севастопольскую школу авиации для обучения на механика, где он и служил впоследствии. Так как в то время не было достаточного количества офицеров для обучения на пилотов, ВВФ было принято решение начать подготовку рядового и сержантского составов. Донат попробовался и был принят. 7 марта 1914 года Макиёнок окончил обучение, проходившее в основном на монопланах «Ньюпор IV». За следующие несколько месяцев Донат стремительно поднялся в звании: 17 мая он получил ефрейтора, 1 июня — младшего унтер-офицера, 27 июня — старшего унтер-офицера.

### Первая мировая война
Через три дня после начала военных действий, 3-й корпусный авиаотряд был переброшен для боёв в восточной Пруссии. В самом начале войны Макиёнок летал на двухместном «Ньюпоре IV» и выполнял разведывательные миссии. 21 августа 1914 года Донат с воздуха доставил важные приказы вышестоящего штаба генералу Хану Нахичеванскому, командующему Гвардейского кавалерийского корпуса, за что был награждён Георгиевским крестом 4-й степени. В сентябре 1914 года Макиёнок начал переучиваться для полётов на «Morane-Saulnier L», так как текущие машины были слишком изношены и 3-й КАО готовился к переоснащению. 19 ноября Донат завершил переподготовку и вернулся в часть, но по состоянию на 23 декабря совершил за это время всего несколько вылетов, в связи с зимними погодными условиями.
27 апреля 1915 года Макиёнок совершал разведывательный облёт на «Morane-Saulnier G» (бортовой номер MS107), когда попал под зенитный огонь. Одна из пуль пробила двигатель, Донат с трудом смог дотянуть до линии фронта и совершил аварийную посадку недалеко от позиций российских войск у реки Нида. Макиёнок успел вытащить из перевёрнутого самолёта оборудование для аэрофотосъёмки и укрыться в ближайшей траншее прежде, чем обломки накрыла огнём вражеская артиллерия. За эти самоотверженные действия Донат был награждён Георгиевским крестом 3-й степени 28 апреля 1915 года. 16 июня 1915 года Макиёнок заметил подготовку противника к наступлению в районе Сандомира, враг наводил мост через Сан. За своевременное сообщение об этом в главный штаб российского командования Донат получил Георгиевский крест 2-й степени и звание подпрапорщика 19 июня. За боевые вылеты летом 1915 года Макиёнок был 4 октября повышен до прапорщика. Кроме того в октябре 3-й КАО был отправлен на отдых в Одессу, где в течение месяца совершались только тренировочные полёты. 12 декабря отряд был направлен в расположение 7-й Императорской армии.
16 января 1916 года Донат Макиёнок был признан достаточно опытным пилотом, чтобы называться военным лётчиком. После этого он был направлен в Одессу для прохождения обучения в истребительную авиацию, которое закончил 12 августа в звании подпоручика. В декабре Донат Макиёнок был командирован под командование Ивана Орлова в 7-й истребительный авиаотряд, базировавшийся в районе Тернополя. 7 марта 1917 года Макиёнок одержал свою первую воздушную победу, совместно со своим ведомым Василием Янченко. 13 апреля Донат сбил ещё два вражеских самолёта, совместно с Янченко и Юрием Гильшером. 16 апреля и 29 июня Макиёнок сольно сбил два самолёта. 4 июля в бою погиб командир авиаотряда Иван Орлов и на его место был назначен Гильшер. В паре с Янченко Донат одерживает ещё две победы 6 и 11 июля. 20 июля Донат Макиёнок, Василий Янченко и Юрий Гильшер вылетели на перехват восьми вражеских истребителей. Донат ввязался в воздушный бой и отделился от общей группы, а Янченко и Гильшер оказались вдвоём против 16 истребителей противника (2 группы по 8). В ходе сражения Гильшер погиб, и на вакантное место командира был назначен Макиёнок.
Существует две версии касательно последующих событий. По одной из них 5 августа Макиёнок был тяжело ранен в бою, где одержал свою 8-ю победу (совместно с Янченко). Донат был направлен в госпиталь Севастополя, где 27 сентября 1917 года получил известие, что ему присвоенно звание поручика. Когда он 7 ноября вернулся в расположение части, то обнаружил, что войска уже в значительной степени неактивны. По второй версии Макиёнок совершил свой последний полёт в составе Императорского ВВФ 19 августа, где одержал две неподтверждённых победы. 24 августа Донат заболел и заменён в должности, после чего его отправляют в тыл на курсы по методам пулемётной стрельбы в Евпаторию. Перед этим Макиёнок оказался в госпитале Севастополя, находясь в которой получил звание штабс-капитана 27 сентября. В ноябре, после прохождения курсов, Доната отправляют в Петроград для работы в департаменте авиации и аэронавтики, но его работа застопорилась из-за революции, в результате чего Макиёнок вернулся в расположение 7-го истребительного авиаотряда.
Независимо от версий, в дальнейшем Макиёнок подал заявку на трансфер в польский корпус, согласно решению Верховного комитета об объединении поляков на российской службе. 18 января 1918 года капитан Донат Макиёнок вместе со своим механиком совершили перелёт в Каменец-Подольский, тем самым закончив свою службу в Российском Императорском ВВФ. За время службы Донат совершил почти 600 боевых вылетов, участвовал в более чем 30 воздушных боях и летал на 14 типах самолётов.

### Послевоенное время
Донат Макиёнок участвовал в создании 1-го Польского авиационного отряда. В 1919 году был членом комиссии, выбранным первой польской авиастроительной конторой «Plage i Laśkiewicz» для строительства новых самолётов по проекту итальянской компании «Gio. Ansaldo & C». В 1920 году с началом Киевской операции Красной армии в ходе Советско-польской войны Макиёнок командовал 3-й польской эскадрильей и занимал эту должность ещё в 1921 году, после окончания войны.
В том же 1921 году Донат был назначен комендантом авиационного парка лётной школы в Быдгоще, где Макиёнок прослужил до своей отставки в 1929 году. По некоторым сведениям в отставке Донат Макиёнок женился и в 1933 году у него родился сын.
Во время немецкой оккупации в ходе Второй мировой войны Макиёнок был арестован и в мае 1941 года попал в лагерь смерти Аушвиц-Биркенау, где всего через месяц умер или был убит.

## Награды
Награды Российской империи:
- Георгиевский крест всех четырёх степеней.
- Орден Святого Георгия 4-й степени (осень 1917 года).
- Орден Святого Владимира 4-й степени с мечами и бантом (28 апреля 1916 года).
- Орден Святой Анны 4-й степени и 3-й с мечами и бантом.
- Орден Святого Станислава 3-й степени с мечами и бантом и 2-й с мечами.

Награды Второй Речи Посполитой:
- Орден Воинской доблести 5-й степени.
- Военный знак отличия «Крест Храбрых».
- Орден «Крест Независимости» (пол. Order Krzyża Niepodległości[пол.]).

Награды Королевства Сербии:
- Орден Белого орла[7].